# Apel·les Mestres i Oñós

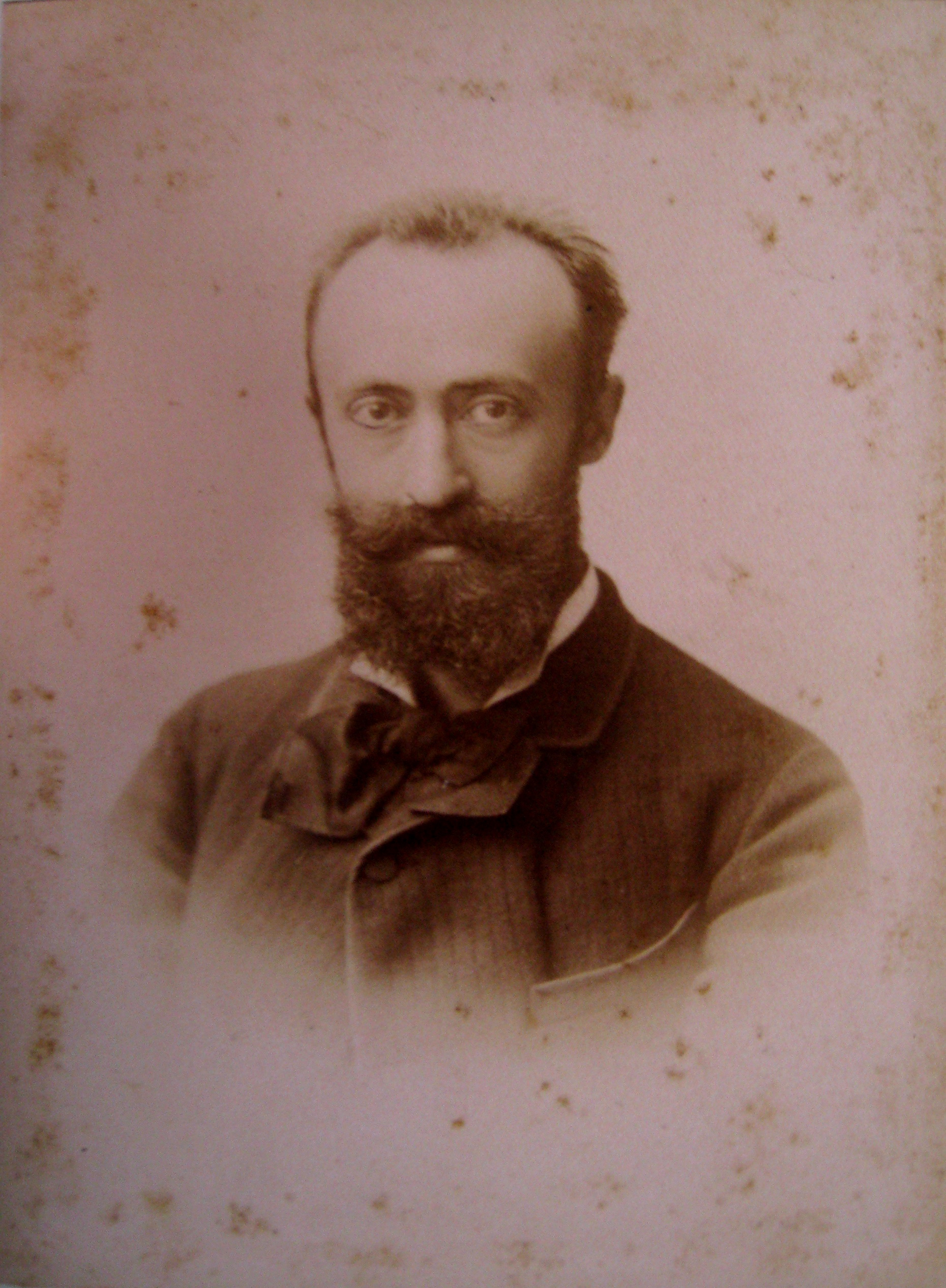
Apel·les Mestres im Jahr 1884 (Fotografie von Antonio Napoleon)

Apel·les Mestres i Oñós oder kurz Apel·les Mestres (* 29. Oktober 1854 in Barcelona; † 19. Juli 1936 ebenda) war ein katalanischer Zeichner, Musiker und Schriftsteller. Er vertrat das Konzept des Kunstwerkes als ganzheitlicher Manifestation und stellte mit diesem Ansatz die Unabhängigkeit der verschiedenen Kunstgenres in Abrede. Mit dieser inneren Haltung entwickelte er sich zu einer unglaublich vielseitigen, Genres überschreitenden Künstlerpersönlichkeit.

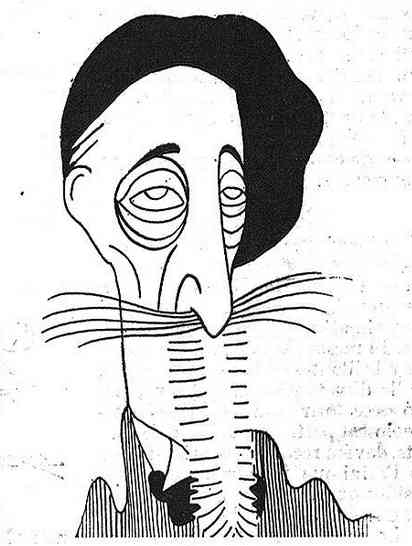
Karikatur von Apel·les Mestres, Bagaría (1908)

## Leben und Werk
Mestres schloss an der Llotja von Barcelona eine Ausbildung als professioneller Zeichner ab. 1914 musste er das Zeichnen wegen auftretender Augenprobleme aufgeben. Er schuf zahlreiche Buchillustrationen. Darüber hinaus arbeitete er als Zeichner unter anderem für folgende Zeitschriften: La Campana de Gràcia, L'Esquella de la Torratxa, El Liberal, La Publicitat und weitere. Mestres hatte beste Kenntnis von den englischen Präraffaeliten. Er war ein Vorreiter des Modernismus, auf den er selbst großen Einfluss ausübte.
1875 gab er seine Gedichtsammlung Avant! heraus. Es folgten zahlreiche weitere: Microcosmos (1878), Balades (1889), Cançons íntimes (1889), Idil·lis (1889), Vobiscum (1892), Odes serenes (1893), Epigrames (1894), Pom de cançons (1907), Darreres balades (1926) und andere. Parallel zu diesem lyrischen Werk schrieb er narrative Literatur mit epischer Intention, die ihm als Basis für spätere dramatische Werke diente: Margarido (1890), Gaziel (1891), L'estiuet de Sant Martí (1892), Liliana (1907) und zahlreiche andere. Er übersetzte das Intermezzo (1895) und die Poesia xinesa von Heinrich Heine. Als Prosaist schrieb er eine Biografie von Pelegrín Clavé (1876), Märchen sowie Schilderungen von Volksbrauchtum und Volkslegenden, sowie seine Erinnerungen (Records i fantasies, 1896). Im Jahr 1901 begann er mit der Uraufführung von La Rosons seine aktive Karriere als Dramatiker. Die Musik zu diesem Stück stammte von Enric Morera. Seine Theaterstücke mit modernistischem Einschlag weisen symbolistische und positivistische Elemente auf. Sie greifen teilweise weit über den Modernismus hinaus. Mestres schrieb Vokalwerke wie die Cançons il·lustrades (1879) mit Musik von Josep Rodoreda, Balladen für Gesang und Klavier und Zwölf Madrigale (1926). Manche von ihm erfundene Melodien in volkstümlicher Weise ließ er von professionellen Musikern in Noten aufzeichnen. Diese „Notenschreiber“ entwickelten wiederum für die Stücke Klavierbegleitungen. Viele der lyrischen und dramatischen Werke von Apel·les Mestres wurden von Komponisten wie Enric Granados, Amadeu Vives, Enric Morera, Josep Rodoreda, Joan Borràs de Palau und Cassià Casademont in Musik gesetzt oder mit Musik unterlegt.
Apel·les Mestres schrieb auch Musikkritiken wie Volves musicals (1926) und Kritiken über die Gartenarbeit. Er betrachtete die Anlage eines Gartens als Kunstwerk. In den späten Jahren überlebte sich Mestres als Künstler selbst. Er akzeptierte die fortwährende Entwicklung der Ästhetik nicht. Dies hat insgesamt seinem Werk etwas Abbruch getan. 1909 wurde er Meister der Gai Saber, Meister der Fröhlichen Wissenschaft; er gewann also mit seiner Dichtung die Jocs Florals. Mit der Gedichtsammlung Flors de sang gewann er 1915 die Englantina, den Großblütigen Jasmin.